# Samuel Mosberg
Samuel A. "Sammy" Mosberg, född 14 juni 1896, död 30 augusti 1967, var en amerikansk boxare.
Mosberg blev olympisk mästare i lättvikt i boxning vid sommarspelen 1920 i Antwerpen.